# Iouri Schmidt
Pour les articles homonymes, voir Schmidt.
Iouri Markovich Schmidt (en russe : Маркович Шмидт Юрий) est un avocat russe, né le 10 mai 1937 à Léningrad (aujourd'hui Saint-Pétersbourg) et mort le 12 janvier 2013 dans la même ville.

## Biographie
Iouri Schmidt naît en 1937 à Léningrad, alors que l'URSS traverse la période des purges staliniennes. Son père, déclaré « ennemi du peuple », est emprisonné au goulag durant 16 ans. Schmidt entreprend des études de droit et sort diplômé de l'université d'État en 1960. Il ne fait pas partie des avocats considérés comme « fiables » par le régime et plaide au pénal durant 30 ans. En 1986, Schmidt est radié du barreau. Après avoir plaidé son cas, il est réintégré un an plus tard,,.
En 1996, l'avocat défend Alexandre Nikitine, un ancien sous-marinier russe ayant rédigé un rapport sur la pollution nucléaire pour la fondation Bellona, une ONG basée à Oslo. Nikitine est arrêté en 1996 par le FSB et accusé d'espionnage. Il est acquitté en 1999, ce qui constitue une première pour un accusé d'espionnage dans la Russie post-soviétique. À partir de 2004, Iouri Schmidt dirige l'équipe d'avocats assurant la défense de l'oligarque Mikhaïl Khodorkovski, ancien PDG de la compagnie pétrolière Ioukos,,.
Schmidt est intervenu dans d'autres affaires médiatisées, en représentant les familles des députés de la Douma Sergueï Iouchenkov et Galina Starovoïtova après leur assassinat.
En 1991, Schmidt fonde le Comité des avocats russes pour la défense des droits de l'Homme. Il a été récompensé à plusieurs reprises, en Russie et à l'étranger, pour son action en faveur des droits de l'homme. En 2006, l'avocat reçoit le prix Petra-Kelly, attribué par la fondation Heinrich-Böll,. En 2012, il est décoré de la croix de commandeur de l'ordre du Mérite de la République fédérale d'Allemagne,.